# Madeleine Bélanger
Pour les articles homonymes, voir Bélanger et Audet.
Madeleine Bélanger, née Madeleine Audet le 7 avril 1932 à Saint-Sébastien, dans la municipalité régionale de comté du Granit, en Estrie, est une femme politique et enseignante québécoise, députée de Mégantic-Compton à l'Assemblée nationale du Québec sous la bannière du Parti libéral du Québec de l'élection partielle du 5 décembre 1983 jusqu'aux élections de 2003, pendant lesquelles elle ne se représente pas. Elle est suivie dans Mégantic-Compton par Daniel Bouchard, qui siège à l'assemblée jusqu'en 2007.
Son second époux Fabien Bélanger était le précédent député de Mégantic-Compton et elle l'a remplacé à la suite de son décès. Sa fille Johanne Gonthier a été élue dans Mégantic-Compton en 2007 et a été en fonction jusqu'en 2012. Son neveu Gérard Gosselin a été député de Sherbrooke de 1976 à 1981.

## Biographie

### Jeunesse
Madeleine Bélanger naît à Saint-Sébastien le 7 avril 1932, fille de l'agriculteur Léopold Audet et Zélia Saint-Pierre. Elle étudie au pensionnat de Lambton, puis à l'école normale de Sainte-Ursule, en Mauricie, avant d'étudier au Cégep de Sherbrooke en sciences humaines pendant quelques années.
Bélanger devient ensuite enseignante pendant trois ans à l'école primaire de Saint-Samuel-Station, aujourd'hui partie de Sainte-Cécile-de-Whitton. Elle opère par la suite deux salons de coiffure pendant dix ans, puis devient gérante d'une entreprise d'installation électrique résidentielle pendant trois ans. Elle est finalement gérante de deux entreprises de développement résidentiel.

### Carrière politique
Madeleine Bélanger est pour la première fois élue lors de l'élection partielle de 1983 à Mégantic-Compton. Elle est réélue dans la même circonscription en 1985, 1989, 1994 et 1998, mais ne se présente pas à celles de 2003. 
Pendant sa carrière politique, elle est vice-présidente de la commission de l'Aménagement et des Équipements du 8 juin au 9 août 1989, puis du 29 novembre 1989 au 25 janvier 1994. En 1994, elle est brièvement adjointe parlementaire au ministère des Affaires municipales Claude Ryan. Elle devient par la suite présidente de la Commission de l'aménagement et des équipements jusqu'en 1997. Bélanger est alors présidente de la Commission de l'aménagement du territoire jusqu'en 1998 et enfin présidente de la Commission de l'éducation jusqu'en 2003.

### Après la vie politique
Madeleine Bélanger devient après membre du conseil d'administration de l'Agence de la santé et de services sociaux de l'Estrie et du Conseil des aînés et du Centre de santé et de services sociaux du Granit, postes qu'elle occupe depuis 2004 et 2005 respectivement,.
Le 30 août 2005 est organisée une soirée de célébration en l'honneur de sa retraite de la vie politique à Lac-Mégantic. Plusieurs personnalités politiques y assistent, dont les députés provinciaux Yvon Vallières, Michèle Lamquin-Éthier et Diane Leblanc et le député fédéral Gérard Binet, entre autres.
Elle est récipiendaire, en 2005, de la Médaille de l'Assemblée nationale.

## Résultats électoraux
|                                                                                               | Nom                           | Parti                 | Nombre de voix | %      | Maj.  |
| --------------------------------------------------------------------------------------------- | ----------------------------- | --------------------- | -------------- | ------ | ----- |
|                                                                                               | Madeleine Bélanger (sortante) | Libéral               | 12 675         | 50,5 % | 2 336 |
|                                                                                               | Suzanne Durivage              | Parti québécois       | 10 339         | 41,2 % | -     |
|                                                                                               | Olivier Chalifoux             | Action démocratique   | 1 835          | 7,3 %  | -     |
|                                                                                               | Yves Couturier                | Démocratie socialiste | 174            | 0,7 %  | -     |
|                                                                                               | Frank Moller                  | Égalité               | 81             | 0,3 %  | -     |
| Total                                                                                         | Total                         | Total                 | 25 104         | 100 %  |       |
| Le taux de participation lors de l'élection était de 79,9 % et 250 bulletins ont été rejetés. |                               |                       |                |        |       |

|                                                                                             | Nom                           | Parti           | Nombre de voix | %      | Maj.  |
| ------------------------------------------------------------------------------------------- | ----------------------------- | --------------- | -------------- | ------ | ----- |
|                                                                                             | Madeleine Bélanger (sortante) | Libéral         | 12 799         | 53,9 % | 2 748 |
|                                                                                             | Jacques Blais                 | Parti québécois | 10 051         | 42,4 % | -     |
|                                                                                             | Christian Simard              | Loi naturelle   | 444            | 1,9 %  | -     |
|                                                                                             | Matthew Begbie                | Égalité         | 431            | 1,8 %  | -     |
| Total                                                                                       | Total                         | Total           | 23 725         | 100 %  |       |
| Le taux de participation lors de l'élection était de 81 % et 500 bulletins ont été rejetés. |                               |                 |                |        |       |

|                                                                                               | Nom                          | Parti           | Nombre de voix | %      | Maj.  |
| --------------------------------------------------------------------------------------------- | ---------------------------- | --------------- | -------------- | ------ | ----- |
|                                                                                               | Madelein Bélanger (sortante) | Libéral         | 12 608         | 60,4 % | 6 362 |
|                                                                                               | Léon Ducharme                | Parti québécois | 6 246          | 29,9 % | -     |
|                                                                                               | Frank Moller                 | Parti Unité     | 1 039          | 5 %    | -     |
|                                                                                               | Pierre Gilbert               | Vert            | 740            | 3,5 %  | -     |
|                                                                                               | Edmond Trudeau               | Parti 51        | 245            | 1,2 %  | -     |
| Total                                                                                         | Total                        | Total           | 20 878         | 100 %  |       |
| Le taux de participation lors de l'élection était de 76,7 % et 320 bulletins ont été rejetés. |                              |                 |                |        |       |

|                                                                                               | Nom                           | Parti               | Nombre de voix | %      | Maj.  |
| --------------------------------------------------------------------------------------------- | ----------------------------- | ------------------- | -------------- | ------ | ----- |
|                                                                                               | Madeleine Bélanger (sortante) | Libéral             | 12 865         | 59,5 % | 4 787 |
|                                                                                               | Maurice Bernier               | Parti québécois     | 8 078          | 37,3 % | -     |
|                                                                                               | Joseph Lemoine                | NPD Québec          | 594            | 2,7 %  | -     |
|                                                                                               | Steeve Stratford              | Socialisme chrétien | 91             | 0,4 %  | -     |
| Total                                                                                         | Total                         | Total               | 21 628         | 100 %  |       |
| Le taux de participation lors de l'élection était de 77,4 % et 241 bulletins ont été rejetés. |                               |                     |                |        |       |

|                                                                                               | Nom                | Parti            | Nombre de voix | %      | Maj.  |
| --------------------------------------------------------------------------------------------- | ------------------ | ---------------- | -------------- | ------ | ----- |
|                                                                                               | Madeleine Bélanger | Libéral          | 13 711         | 67,6 % | 7 529 |
|                                                                                               | Noël Landry        | Parti québécois  | 6 182          | 30,5 % | -     |
|                                                                                               | Jean-Luc Perron    | Indépendant      | 233            | 1,1 %  | -     |
|                                                                                               | Patricia Métivier  | Sans désignation | 156            | 0,8 %  | -     |
| Total                                                                                         | Total              | Total            | 20 282         | 100 %  |       |
| Le taux de participation lors de l'élection était de 72,4 % et 194 bulletins ont été rejetés. |                    |                  |                |        |       |